# Oriolus nigripennis
Papa-figos-d'asa-preta ou papa-figos-de-asa-preta (Oriolus nigripennis) é uma espécie de ave da família Oriolidae.
Pode ser encontrada nos seguintes países: Angola, Benin, Camarões, República Centro-Africana, República do Congo, República Democrática do Congo, Costa do Marfim, Guiné Equatorial, Gabão, Gana, Guiné, Guiné-Bissau, Libéria, Nigéria, Serra Leoa, Sudão, Togo e Uganda.
Os seus habitats naturais são: florestas subtropicais ou tropicais húmidas de baixa altitude e florestas de mangal tropicais ou subtropicais.